# Жицкий, Сергей Георгиевич
Серге́й Гео́ргиевич Жи́цкий (укр. Сергій Георгійович Жицький; 23 октября 1957 года, Сталинская область, Украинская ССР, СССР) — украинский футбольный тренер и спортивный функционер.
С детства занимался в спортивной школе, обучался в ДЮСШ. После окончания школы поступил в институт по подготовке тренеров. Служил в армии в Казахской ССР. Работал тренером и преподавателем в различных учебных заведениях Украины. С 1990-х годов также начал заниматься бизнесом. С конца 1990-х годов сосредоточился в тренерской деятельности и вплоть до 2014 года являлся тренером в донецком высшем училище олимпийского резерва имени Сергея Бубки.
В январе 2015 года стал главным тренером футбольного клуба «Никополь-НПГУ» и возглавлял его до декабря того же года. В январе 2016 года возглавил грузинский клуб «Одиши 1919» Зугдиди и подал в отставку в 2017 году. В 2017—2018 годах возглавлял украинский «Хмельницкий». В июле 2019 года был назначен главным тренером таджикистанского клуба «ЦСКА-Памир».